# Верхняя Унжа
Верхняя Унжа — посёлок в Кологривском муниципальном округе Костромской области.

## География
Находится в северной части Костромской области у северо-западной окраины города Кологрив, административного центра округа.

## История
До 2021 года посёлок входил в состав городского поселения город Кологрив до его упразднения.

## Население
Постоянное население составляло 214 человек в 2002 году (русские 99 %), 147 в 2022.